# Piezocerinos
Piezocerinos (Piezocerini) é uma tribo de coleópteros da subfamília Cerambycinae.

## Sistemática
- Ordem Coleoptera
  - Subordem Polyphaga
    - Infraordem Cucujiformia
      - Superfamília Chrysomeloidea
        - Família Cerambycidae
          - Subfamília Cerambycinae
            - Tribo Piezocerini (Lacordaire, 1869)
              - Subtribo Piezocerina (Lacordaire, 1869)
              - Subtribo Haruspicina (Martins, 1976)